# Коррозия металла (группа)
«Коррозия металла» — советская, затем российская трэш-метал-группа с примесью разнообразных метал-стилей. Скандально известна вызывающими текстами и эпатажными сценическими выступлениями. На настоящий момент лидером группы является сооснователь и бас-гитарист Сергей Троицкий, известный под псевдонимом Паук, который изначально играл на ритм-гитаре. Почти все участники группы традиционно выступают под псевдонимами. За всю историю «Коррозии» через неё прошло более сорока музыкантов, и лишь Троицкий остаётся её постоянным участником с момента основания.

## История

### 1979—1982
Знакомство Сергея «Паука» Троицкого с рок-музыкой началось ещё в 13 лет летом 1979 года в детском лагере после прослушивания кассет группы «The Beatles» и получения в подарок фотографии группы «Kiss» от вожатого, который являлся представителем субкультуры хиппи. Троицкий увлёкся этим настолько, что начал скупать у спекулянтов кассеты и винил с записями групп.
Вдохновившись «тяжестью» звучания «Led Zeppelin», Сергей Троицкий решает создать свою рок-группу вместе со своими друзьями Андреем «Бобом» и Вадимом «Моргом», пока что без конкретного названия. Из денег на карманные расходы молодой Троицкий купил низкокачественную гитару с усилителем, а Вадим украл из своей школы два барабана. Остальная перкуссия была создана самодельно из различных бытовых предметов. Самоучки начали играть полухардроковую-полупанковую какофонию.
В сентябре 1981 года Троицкий решил немного подучиться игре на гитаре. Сначала они ходили в Дворец пионеров в класс акустической гитары, и уже в начале осени 1982 года он и двое его друзей перешли в пионерский вокально-инструментальный ансамбль. Более-менее обучившись совместной инструментальной игре, троица выгнала из группы двух других ребят и клавишника и начала придумывать свой репертуар, но уже с уклоном в тяжёлую музыку. В это же время Троицкий знакомится с ещё одной группой «Круиз», после похода на концерт которой он ещё больше вдохновился своей идеей о создании музыкального материала в своей группе. Так дело дошло до первых двух выступлений на разогреве неких местных групп, в которых Троицкий и компания шокировали людей настолько, что его концертную деятельность на публике запретили. Примерно в то же время Троицкий записал на кассету демо «Вий», который до сих пор так и не найден ни в оригинале, ни в виде копии.

### 1984—1991
Как раз к тому времени Сергей Троицкий сдавал экзамены по химии в своей школе. Достав билет № 22, Троицкий прочитал следующее: «Коррозия металла разъедает станки и гайки, мешает строительству коммунизма». Вдохновившись этим высказыванием, в 1984 году Троицкий называет группу «Коррозия металла». В то же время вокалист и басист уезжают служить в армию, оставив гитариста Паука и барабанщика Морга одних.
Тусуясь на хиппи-вечеринках, Паук и Морг пытаются найти себе согруппников, и наконец весной 1984 года на площади Ногина среди группы хиппи и брейкеров встречают Сергея «Борова» Высокосова и Вадима «Сакса» Михайлова, врубивших на своём магнитофоне «Scorpions». Паук, очень любящий эту группу, сразу же присоединился к разговору с Боровом и Саксом. Выяснилось, что ребята тоже интересуются тяжёлой музыкой и даже играют вместе в одной группе. Договорившись, они объединились и стали репетировать в базе дома пионеров, переделанном из старой церкви. Владелец базы, Павел Чиняков (будущий барабанщик групп «Hellraiser» и Маврин), смеялся над участниками «Коррозии» и говорил, что они совсем не умеют играть. Осенью того же 1984 года Паук впервые покупает себе нормальную электрическую гитару.
Периодически посещая местный пивной бар Ладья вместе с 100—200 металлистами, Коррозия металла знакомится с двумя ребятами из другой метал-группы: Роман «Костыль» Лебедев и Сергей «Лысый» Тайдаков. Посидев вместе, компания отправляется к Борову. После того, как Боров устроился дворником, ребята пользуются его ключами, чтобы репетировать в подвале ЖЭКа. Морг становится на вокал. К этому моменту Сакс уезжает в Ялту, и на его место становится Костыль. Спустя некоторое время «Коррозия металла» устраивает свой первый собственный концерт в этом же подвале ЖЭКа в 1985 году, однако через 5-10 минут после начала мероприятия съехалась милиция из трёх отделений, разогнала публику и арестовала участников группы, воспринимая их действия за хулиганство. На следующий день Боров и Костыль поспешно увезли инструменты и оборудование, дабы милиция не опечатала. После этого инцидента Высокосов и Лебедев не общались с Троицким полгода. Всё это время Паук занимался «Коррозией металла» самостоятельно, записав с другими её участниками демо «Власть зла» из 6 вещей. На выходе получился гаражный хард-рок с примесью глэм-метала, которым Паук увлекался в середине 1980-х.
Позднее при случайной встрече Паука и Борова, первый предложил снова воссоединиться. Боров согласился, но только при условии, что деятельность «Коррозии металла» будет согласованной и поделённой между ними обоими. Так как Боров ранее участвовал в созданной им же после ухода из «Коррозии металла» Metalcrash, он взял часть своего материала из этой группы и успешно использовал в дебютном полноформатном альбоме «Орден Сатаны».
В стремлении легализоваться «Коррозия» вступила в Московскую рок-лабораторию, однако её известность оставалась скандальной из-за вызывающих выступлений в гриме и агрессивных текстов. Сменив несколько вокалистов, в 1987 году группа доверила эту функцию Борову, Паук перешёл на бас-гитару, а ударником стал Александр Бондаренко (Ящер), изгнанный из группы «Чёрный кофе» за плохую игру на барабанах, по мнению Дмитрия Варшавского. В таком составе был снят первый видеоклип на песню «СПИД» и записан концертный альбом «Жизнь в Октябре», на совместном концерте с группой Чёрный обелиск в ДК «Красный Октябрь». Первыми гастролями «Коррозии металла» стала поездка в Воронеж на фестиваль городского рок-клуба в 1987 году в качестве почётного гостя.
В 1988 году группа вместе с коллективом «Д.И.В.» снялась в фильме Карена Шахназарова «Город Зеро», где музыканты исполняли роли восковых кукол. Три дебютных магнитоальбома «Орден Сатаны», «Russian Vodka» и «President» (при издании на виниле переименован в «Каннибал») были записаны в 1988—1990 гг. с помощью Стаса Намина и нелегально распространялись пиратами. Только в 1991 году «Коррозия Металла» издала свои первые легальные пластинки в фирмах SNC, Sintez Records и RiTonis — ремейк «Орден Сатаны» и «Каннибал». Тогда же Паук основал объединение под названием «Корпорация Тяжёлого Рока», занимавшееся организацией металл-фестивалей. На фестивалях и сольных концертах группа устраивала эпатажные китчевые представления со стриптизёршами, статистами в костюмах монстров и пиротехникой.

### 1990-е
В 1994 году Боров записывает с группой «Алиса» альбом «Чёрная метка» (треки «Чёрная метка» (бэк-вокал) и «Паскуда» (гитара, бэк-вокал)), снимается в клипе «Атеист» и участвует в концертах тура-презентации. В 1998 году он уходит из группы навсегда, отыграв свой последний концерт в группе, изданный в 1998 году как «Угар в Полярном». Существуют две версии ухода Борова: по причине творческих разногласий с Пауком (по словам Борова) и вследствие тяжёлой наркозависимости и полной невменяемости, не позволившими ему продолжать оставаться в составе группы, и едва не стоившими ему жизни (по словам Паука). В пользу версии Борова говорит тот факт, что группу к тому времени покинул весь «классический» состав: Александр «Ящер» Бондаренко, Вадим «Сакс» Михайлов, Роман «Костыль» Лебедев; а также Максим «Питон» Трефан, Александр Соломатин и Андрей Шатуновский, играющие в группе клавишные и барабанные партии в период первой половины 1990-х. В пользу версии Паука — творческая несостоятельность и невостребованность Высокосова вне группы.
Летом 1995 года состав группы сильно поменялся, из неё ушли Костыль, Ящер, Питон, Соломатин и Шатуновский, а весной 1998 гг. — сооснователь группы Боров. Троицкий стал исполнять часть песен сам. Позднее Боров входит в сольный проект Натальи Медведевой «НАТО» в качестве аккомпаниатора.
В том же самом 1998 году во время интервью журналисты узнали, что уход из «Коррозии металла» Сергеем Высокосовым планировался долго, 3 года, то есть ещё с 1995 года. Свою нерешительность музыкант объяснял тем, что являлся сооснователем группы, и ему было очень жалко расставаться с этим проектом. Среди причин своего ухода Боров назвал «финансовую нечистоплотность» лидера «Коррозии металла» Паука, а также его «псевдополитическую деятельность». Несмотря на уход почти всех участников и сессионых музыкантов группы, Высокосов выразил уверенность в том, что в группу будут набраны новые музыканты («дураков-то хватает»), однако о творчестве новой Коррозии металла выразился весьма скептически. По словам Сергея, практически всё, чем последнее время (1993—1998) занималась эта группа, было коммерцией. Основной же причиной его ухода являлось нежелание принимать на себя ярлыки «псевдофашизма» (скорее всего, Бондаренко и Лебедев ушли из группы по той же причине). Также Сергей добавил, что Паук посредственно играет на гитаре, и ничего нового «Коррозия металла» создать уже не могла. «Надоело играть этот дохлый панк», — так сказал Боров.
Сразу же после интервью об уходе Борова 1998 года они оба очень сильно поссорились, что было заметно в эфире «Скандалов недели» того же года. В эфире Паук съязвил про употребление Боровом героина, на что обиженный Боров сказал «Если уж тут скандалить, как говорится, и говорить друг про друга гадости, то человек, который постоянно пьяный, то есть с ним тоже в принципе работать не очень интересно. А ещё, к тому же, он, как музыкант, совершенно потерял свою форму». Паук в ответ обозвал Наталью Медведеву «бомжом», танцовщицей из секс-шоу — «порочной бабой», «ведьмой», «проституткой» и прочими непристойными выражениями. Высокосов был очень расстроен, сказав, что «человек превратился, в принципе, в лавочника такого, который торгует продукцией, дешёвой причём, вот, и некачественной», «я поднял эту группу на профессиональный уровень, можно сказать, почти своими собственными силами». Паук же прокомментировал это так: «Сегодня был один Боров, завтра будет другой, в общем-то. Не человек красит место. А место красит человека».
Из-за значительной популярности индастриал-метала и субкультуры скинхедов в СНГ 90-х Троицкий решил использовать в своих текстах схожую тематику, зачастую с иронией. Несмотря на откровенный и вызывающий юмор, это привело к популярности группы среди неформально мыслящей, а также ультраправой молодёжи, нс-скинхедов, нацболов. К шоу через «Д.И.В.» был привлечён Александр Шишкин, подрабатывавший уличным двойником Гитлера на московском Арбате, который исполнял хит группы «Nicht Kaputen, Nicht Kapituliren». В 2001 году Шишкин уехал в Ташкент. Умер в 2012 году.
Коррозия металла активно принимала участие в политической деятельности, выступала на фестивалях «Рок против наркотиков», «Рок против СПИДа» («АнтиСПИД»), ездила в Югославию во время бомбардировок.

### 2000-е
После ухода группы из студий звукозаписи SNC, «Polymax» и BP звукоинженером группы стал Сергей «Лысый» Тайдаков, у которого также в то же время разошлись все участники его «золотого» состава. С 1998 года по наше время «Коррозия металла» записывается на своей собственной студии КТР в связи с правовыми проблемами, вызванными изданием и исполнением на концертах таких вещей как «Нигер» и «Бей чертей — спасай Россию», названных в одноимённом сборнике «патриотическими».
С 2006 года Боров играл в составе своей группы «Boroff Band», (изначально названной «Boroff Band НИЛ62»), в которую в разное время входили музыканты «классического» состава Костыль, Ящер, Сакс, Питон, а также гитаристы более поздней «Коррозии Металла» Константин Алпатов, Максим «Макс-с-Болтом» Лайко и барабанщик Василий «Крот» Казуров. По словам Высокосова, он назвал группу своей кличкой, чтобы не делать лишней рекламы «Коррозии металла» и Троицкому, в которых он серьёзно разочаровался. Группа исполняла в основном часть старого репертуара Коррозии Металла (каверы), а также небольшую часть репертуара «НАТО». В настоящее время проект приостановлен «в связи с нарушениями авторских прав» (подробности ниже).
В 2006 году «Коррозия» приняла участие в проекте «Manowar — Russian Tribute», исполнив кавер «Wheels of Fire».
В 2008 году на американском лейбле «Vinland Winds» группа «Коррозия Металла» выпустила сборник «Russian Vodka — American Release». В то же время текущий вокалист Митяй решает покинуть коллектив, дабы посвятить большую часть времени своему сольному проекту. Ритм-гитарист Константин «Чингисхан» Вихрев становится основным текущим вокалистом «Коррозии Металла».

### 2010-е
В 2009 ожидался выход нового альбома группы под названием «Война миров». В записи альбома приняли участие:
Сергей Троицкий «Паук» (бас, вокал), Дмитрий Аблазов «Митяй» (вокал), Дмитрий Гинкул «Берсерк» (гитара), Костя «Чингисхан» Вихрев (гитара), Андрей Мартыненков «Танцор» (барабаны). 25 июня 2010 года на концерте в клубе «ПЛАН-Б» альбом «Война миров» был презентован. В альбом вошли 12 песен.
В сентябре 2010 года Андрей «Танцор» Мартыненков покинул группу и переехал в Киев на ПМЖ, однако в скором времени вернулся в группу.
В ноябре 2012 года в связи с неоднократными грубыми нарушениями авторских прав группой «Boroff Band» основатель группы «Коррозия Металла» Сергей Троицкий (Паук) запретил кому-либо впредь без его разрешения использовать композиции своей группы на коммерческих мероприятиях, а группе старого вокалиста Сергея Высокосова (Боров) впредь когда и где-либо использовать репертуар группы «Коррозия Металла». Все концертные площадки были предупреждены о всесторонней ответственности за допущение подобных нарушений.
22 мая 2013 по решению Гагаринского районного суда г. Москвы песня «Бей чертей» была признана экстремистской. В августе 2014 года по решению Октябрьского районного суда г. Томска песня «Нигер» была также включена в федеральный список экстремистских материалов. Позже были признаны экстремистскими почти все русскоязычные песни из сборника «Бей чертей — спасай Россию».
14 ноября 2015 года «Коррозия металла» дала свой юбилейный концерт, посвящённый 30-летию группы.
В начале 2016 года все альбомы группы были официально запрещены к продаже и были удалены из популярных международных музыкальных сервисов Apple iTunes Store, Google Play Music и Яндекс. Музыки. Тем не менее, некоторые сборники остались в продаже и для прослушивания по подписке: «Russian Metal Ballads» в iTunes и «Самогон» в Google Play. Последний, очевидно, был оставлен из-за возрастного ограничения, отсутствующего на других альбомах и сборниках. Очевидно, это было связано с тем, что группа и, в частности, сам Троицкий, были признаны экстремистскими после того, как Троицкий продолжил играть запрещённые композиции, несмотря на предупреждения, а также не приходил на судебные мероприятия по этому поводу. Из-за этого в настоящее время доступ к банковским счетам и возможность получать гонорары за своё творчество у Троицкого ограничены полностью.
3 сентября 2016 года после приглашения одним из фанатов Сергея Троицкого в особняк в Черногории, последний сгорел в период с ночи до утра. В тот же день виновным в поджоге признали Троицкого. Черногорским законодательством ему грозило 5 лет лишения свободы, но 25 октября 2016 года срок сократили до 10 месяцев.
Троицкий сразу же потребовал себе одиночную камеру, так как, по его словам, «молодёжь дикая и постоянно затевает драки в общей камере». Запрос приняли. Всё время отсидки Троицкий постоянно писал фанатам просьбы присылать книги, так как «в камере делать абсолютно нечего», а сам же Троицкий любил и до сих пор любит читать книги. В октябре послал письмо с поздравлением Сергею Высокосову на его день рождения.
7 марта 2017 года Сергей Троицкий был выпущен по УДО, отбыв в заключении таким образом чуть больше 6 месяцев из 10.
В 2018 году выпущен альбом «Богиня морга».

### 2020-е
В 2021 году «Корпорация Тяжёлого Рока» совместно с лейблом «MEAT STOCKS RECORDS» подготовила перевыпуск альбома «Каннибал», приуроченный к тридцатилетнему юбилею оригинального релиза. Юбилейное издание представляет собой двойной диджипак — альбом «Каннибал» и концертный альбом «Дебош в Орлёнке» — в комплекте с многостраничным буклетом, наклейками, открытками и медиаторами. Ремастерингом звучания оригинальных композиций занимался звукорежиссёр и гитарист «Коррозии металла» Игорь КИВ Королёв. Заглавная композиция альбома — «Каннибал» — была перезаписана нынешним составом группы и вошла в переизданный альбом под названием «Каннибал 2021». Презентация юбилейного переиздания состоялась 20 марта 2021 года в клубе «Ионотека» (Санкт-Петербург), положив начало туру «ТОТАЛЬНЫЙ КАННИБАЛИЗМ 2021». В рамках тура впервые за 20 лет «Коррозией металла» были исполнены композиции «Каннибал» и «Bad Girls' Train» (была переведена Сергеем Троицким на русский язык). 2 апреля 2021 года состоялся концерт в клубе «Old Town Bar» (Москва). Запланированы концерты в Казани, Первоуральске, Екатеринбурге и других городах России. На концертах используются многие классические элементы шоу «Коррозии металла»: ККК-балахоны, летающий гроб, Люцифер в железных доспехах.
Спустя месяц после переиздания альбома Сергеем Троицким была выпущена книга «Тотальный Каннибализм», рассказывающая о событиях времён записи «Каннибала» и снабжённая множеством ранее не опубликованных фотографий постоянного фотографа группы Михаила Грушина.
8 апреля 2022 года, бывший участник "золотого" состава Сергей Высокосов "Боров", вокалист и автор музыки культовой "Коррозии металла" https://vk.com/id57769735 делает закрепленное в его профиле в вк заявление: https://vk.com/sergey_borov этот аккаунт ко мне отношения не имеет. Со слов Высокосова, он неоднократно обращался к бывшему коллеге Сергею Пауку Троицкому с требованием удалить якобы принадлежащий Высокосову ресурс. Страничка регулярно ведется по настоящее время от имени Сергея "Борова", через нее продается мерч, пластинки и другая продукция "Коррозии металла", публикуется фейковая информация.Также Сергей Высокосов рассказал журналистам о том, что "не получает от "Паука" никаких авторских отчислений, при этом используется его творческое наследие, его изображения, распространяется ложная информация, что нарушает ряд статей гражданского и уголовного кодекса РФ, а также попирает закон об авторском праве". 
27 апреля 2024 года в Нижнем Новгороде полиция устроила рейд на концерт «Коррозии Металла», избив посетителей и задержав более 40 человек, включая участников группы. Позже троих из участников оштрафовали за «демонстрацию запрещённой символики» на майках и атрибутике музыкантов. Из-за силового задержания полицейскими получили травмы директор группы Мария Рунова и ударник Марк Бейгун, который после этого покинул группу из-за опасений за свою жизнь. Троицкий объявил, что деятельность группы приостановлена, однако уже с осени того же года Коррозия возобновила свою активность, но выступает главным образом в Москве и 'деревне Пауковка' в Мытищах. В августе 2024 года директор группы Мария Рунова объявила о разрыве деловых и личных отношений с Пауком и группой Коррозия Металла, обвинив Паука в злоупотреблении фейковыми новостями, алкоголем и психоактивными веществами, а так же провокациях во имя пиара, коей по её мнению был тот самый рейд полиции в Нижнем Новгороде и подставах людей из своего окружения

## Состав

### Текущий состав
- Сергей Троицкий «Паук» — вокал, бас-гитара, бэк-вокал, ритм-гитара, клавишные, музыка, слова, шоу, художник большей части обложек к альбомам группы (1979—настоящее время)
- Александр Скворцов «Джек Воробей», «Мисной Зомби» — вокал (2013—настоящее время)
- Рамиль Зейналов «Ram Sanchez» — гитара (2023—настоящее время)
- Алёна Шпаковская «Барби Тамбовская» — бэк-вокал (2023-настоящее время)
- Даниил Буренков «Зуммер» — гитара (2024—настоящее время)
- Вадим Семёнов — ударные (2024—настоящее время)
- Олег "Якут" Иванов- технический директор (2011- настоящее время)
- Григорий Калита- звукорежиссёр (2025)

### Бывшие участники
| Вокал - Александр Лазаревич «Саша Шизофреник» (1984—1985, умер 6.06.24) † - Андрей Чигринов «Киса Воробей», «Киса Воробьянинов» (1985—1986, по слухам, умер)† - Дмитрий Ремишевский «King Diamond» (1986—1987, умер в 2010)† - Сергей Высокосов «Боров» (1987—1998) - Дмитрий Перевезенцев «Старый» (1998) - Максим Лайко «Макс с Болтом» (1998—2003, 2011, умер 26.01.2014)† - Алексей Карлин «Necromancer» (2001) - Дмитрий Аблазов «Митяй» (2003—2010) - Константин Вихрев «Чингисхан» (2007—2014) - Алексей Есипов «Марс» (2011—2012) - Павел Большаков «Болян» (2000—2010) Спел пару песен в угаре на концертах Гитара - Юрий Алексеев «Алексис» (1979—1983, 1986) - Сергей Высокосов «Боров» (1984—1985, 1987—1998) - Роман Лебедев «Костыль» (1984—1985, 1989—1995) - Игорь «Игорян» (1986) - Олег Белов (1986—1987) - Вадим Михайлов «Сакс» (1987—1988) - Анатолий Дулов (Jazz Solo) (1993—1995) - Игорь Чумычкин «Чума» (1993)† - Роберт Остролуцкий «Ворона» (1994) - Константин Липатов (1995—1998) - Сергей Горбунов (1997) - Максим Лайко «Макс с Болтом» (1997—2003, 2009—2011, умер 26.01.2014)† - Антон Гарсия (1998—2005) - Валерий Аркадин «Блитцкриг» (1998—2000) - Константин Гринюк «Бартез» (2000—2001) - Proteus «Чёрный окунь» (2001—2002) - Иван Тимошенко «Моджахед» (2001—2003) - Дмитрий Аблазов «Митяй» (2003—2007) - Алексей Панов «Голландец» (2003—2007, 2014) - Алексей Акимов «Пушкин» (2006) - Наталья Терехова «Наташа Смерть» (2007) - Константин Вихрев «Чингисхан» (2007—2014) - Константин Мальгин (2009) - Дмитрий Пряхин (2009) - Владимир Иванов «Злобный» (2009—2010) - Анна Голубева (2011—2014) - Дмитрий Гинкул «Берсерк» (2006—2019, 2020—2021) - Александр Михеев «Сталин» (2015—2021) - Евгений Ланской «Обморок» (2019—2020) - Игорь Королёв «КИВ» (2020—2023) - Евгений «Антракс» (2023) | Бас-гитара - Вадим Михайлов «Сакс» (1984—1985) - Константин Чеснов (1986—1987) - Андрей Мельник (1987) - Алексей Карлин «Necromancer» (2001) - Никита Симонов «NiXon» (2010) Ударные - Вадим Крылов «Морг» (1979—1986) - Сергей Павлов (1986—1987) - Александр Бондаренко «Ящер» (1987—1995) - Андрей Шатуновский (1991—1995) - Александр Соломатин (1990—1995) - Антон «Тоня» Телевизоров (1991—1992) - Владимир Ермаков (1993) - Александр Федотов «Тритон» (1993—1994) - Василий Казуров «Крот» (1993—1998) - Алексей Быков «Бык» (1998—1999) - Николай Быков «Робот» (1999—2003)† - Андрей Мартыненков «Танцор» (2003—2014) - Константин Мальгин (2010) - Александр Ветхов (2010—2011) - Иван Шульженко (2010—2015) - Евгений Мазур (2013—2014) - Владислав Царьков «Дизель» (2015—2021) - «Фил Боров» (2021—2022) Бэк-вокал - Роман Лебедев «Костыль» (1990—1995) - Александр Бондаренко «Ящер» (1990—1995) - Сергей Тайдаков «Лысый»(1991—1992, 1998—2005) - Александр Соломатин (1993—1995) - Олег Сальхов (Block Four) (1994—1995) - Константин Липатов (1995—1998) - Александр Шпрыгин (2003) - Надежда «Каланча» (2003—2009) - Галина Куваева (2005—2007) - Оксана Пакина «Монро» (2007—2012) - Кэтрин Ди «Kett» (2011) - Дарья Пирожкова «Пирожок» (2011—2012) - Александра Карасева «Орлова», «Lady Owl» (2014—2017) - Виктория Астрелина (2011—2013, 2018—2023) - Лиза Дорофеева «Разведчица», «Lisa Dietrich» (аккордеон, бэк-вокал) (2021—2024) Клавишные - Андрей «Боб» (1979—1982) - Максим Трефан «Питон» (1990—1995) - Александр Соломатин (1990—1995) - Константин Смирнов (Block Four) (1994—1995) - Олег Сальхов (Block Four) (1994—1995)† - Антон Гарсия (1998) |

| - Сергей Троицкий «Паук» — бас-гитара, вокал, слова, музыка - Сергей Высокосов «Боров» — вокал, гитара, музыка, слова - Роман Лебедев «Костыль» — гитара, бэк-вокал, музыка - Александр Бондаренко «Ящер» — ударные, бэк-вокал, музыка | - Кирилл Лобанов «Люцифер» (1984—1991, 1994—1996) - Владимир Тишенков «Чёрный хоббит» (1991—1994)† - Александр Шишкин «Гитлер-Шишкин» (1994—2001)† - Сергей «Чиверс» (2006—?) - Мария Рунова «Богиня Морга» (2012—2024) - Александр Скорев «НЛО ZOG» (2022—2024) - Сергей Тайдаков «Лысый» (1984—вторая половина 2000-х) - Евгений Трушин «Женя» (1991—1995)† - Сергей Долгов «Серенька» (1991—1992) - Олег Сальхов (Block Four) (1992—1995)† - Олег Иванов «Якут» (2011—?) - Сергей Панин (?) - Олег «Фармацевт» (?) - Мария Рунова «Богиня Морга» (также танцы, шоу) (2012—2024) |

## Дискография
| - 1988 — Орден Сатаны - 1989 — Russian Vodka - 1990 — President - 1990 — Каннибал - 1992 — Садизм - 1995 — 1.966 - 1997 — Компьютер-Гитлер - 1998 — Антихрист (сольный альбом Паука) - 2002 — Языческие боги - 2004 — Белые волки - 2005 — Одинокие сердца (сольный альбом Паука) - 2010 — Война миров - 2011 — Огненный коловрат - 2013 — 666 like - 2018 — Богиня морга - 1987 — Фестиваль надежд - 1987 — Жизнь в Октябре - 1987 — Во власти Октября - 1990 — Дебош в Орлёнке - 1995 — Live at Sexton F.O.Z.D. & DK Officers (включая Nicht Kapituliren) - 1997 — Адский концерт - 1998 — Угар в Полярном! (включая Нигер) - 2005 — Съешь живьём! - 1991 — Каннибал / Russian Vodka - 1998 — Венера - 1998 — Танцевальный рай & ад - 2000 — Бей чертей — спасай Россию! - 2001 — Самогон - 2001 — Легенды русского рока - 2003 — Чад кутежа - 2003 — Радостная жизнь - 2004 — В раю - 2004 — The Greatest Hits - 2005 — Grand Collection - 2006 — Неизданные песни - 2006 — Голод - 2007 — Власть зла - 2008 — Russian Vodka. American Release - 2015 — Танцевальный рай & ад 2 - 1995 — Nicht Kapituliren (включая Live at Sexton F.O.Z.D. & DK Officers) - 1996 — Задержите поезд - 1997 — Человек со шрамом - 1998 — Нигер (включая Угар в Полярном!) - 1999 — Он не любил учителей - 2001 — С Новым годом! - 2002 — Глаза вампира - 2006 — Vlasть Zla - 2012 — Садизм - 2002 — Коррозия Металла. Диск 1 (RMG) - 2002 — Коррозия Металла. Диск 2 (RMG) - 2005 — Коррозия Металла. Фантом (1987, 1988(91), 2004, 3 альбома и видеоклипы) - 2006 — Коррозия Металла часть№ 1 (87-90, 4 альбома) - 2006 — Коррозия Металла часть№ 2 (91-95, 5 альбомов) - 2006 — Коррозия Металла часть№ 3 (97-04, 4 альбома) - 2007 — Коррозия Металла часть№ 4 (97-04, 4 альбома) - 2008 — Коррозия Металла. Только лучшее (Мороз Рекордс) | - 1991 — Каннибал-тур - 1993 — Садизм-тур - 1995 — Железный марш — 8 - 1996 — Брынцалов-тур - 1997 — Железный марш по Крыму '96 - 2001 — Live Kiev & Moscow - 2006 — Голод - 2006 — Девки, музыка, бухло и угар! - 2010—Бунт и восстание железных машин - 2011 — Власть зла - 2011 — Съешь живьём - 2011 — Рублевская резня - 2013 — Чад кутежа и дикий беспредел за кулисами - 2013 — Оркестр Паука - 1990 (30 и 31 марта) — Железный марш — 1 - 1990 (23 и 24 сентября) — Железный марш — 2 - 1991 (12 и 13 апреля) — Железный марш — 3 - 1991 (4 и 5 декабря) — Железный марш — 4 - 1992 (8 и 9 октября) — Железный марш — 5 - 1993 (1 и 2 мая) — Железный марш — 6 - 1993 (10 и 11 декабря) — Железный марш — 7 - 1994 — Трэш твою мать - 1995 — Первое байк-шоу - 1995 — Железный марш — 8 - 1997 — Железный марш — 9 - 1998 — Железный марш — 10 - 1998 — Панк Революция — № 1 - 1999 — Бритоголовые идут — 1 - 2000 — Бритоголовые идут — 2 - 2001 — Бритоголовые идут — 3 - 2001 — Бритоголовые идут — 4 - 2001 — Бритоголовые идут — 5 - 2001 — Бритоголовые идут — 6 - 2001 — Легенды русского рока - 2001 — Рэп это кал — 1 - 2002 — Бритоголовые идут — 7 - 2002 — Бритоголовые идут — 8 - 2002 — Бритоголовые идут — 9 - 2002 — Бритоголовые идут — 10 - 2003 — Бритоголовые идут — 11 - 2003 — Бритоголовые идут — 12 - 2003 — Бритоголовые идут — 13 - 2003 — Бритоголовые идут — 14 - 2003 — Гимны футбольных хулиганов — 7 - 2004 — Бритоголовые идут — 15 - 2004 — Бритоголовые идут — 16 - 2005 — Hard Music № 1 Дикий металл - 2012 — Лимоноff (2012) - 1993 — 9 лет трэш-угара - 2008 — Нигер и скинхед - 2008 — Чемпион по плаванию - 2009 — Девки, музыка и бухло — 1 - 2010 — Рок на баррикадах - 2011 — Рублевская резня - 2012 — Новогодний ugar - 2012 — ОбрАдно в СССР - 2013 — Словарь Паука - 2014 — Девки, музыка и бухло — 2 - 2016 — Битва за водку - 2020 — Побег из Montenegro - 2021 — Тотальный Каннибализм |

### Интервью
- Интервью газете Zarraza № 2, стр. 7
- Железный Марш «Дикая Дивизия» 1992

Статьи
- Алексеев А. С. Кто есть кто в российской рок-музыке. — М. : АСТ : Астрель : Харвест, 2009. — С. 233—235. — ISBN 978-5-17-048654-0 (АСТ). — ISBN 978-5-271-24160-4 (Астрель). — ISBN 978-985-16-7343-4 (Харвест).

Рецензии
- Рецензия на альбом «Вышибала» в газете Zarraza № 3
- Рецензия на альбом «Садизм» в газете Zarraza № 8